# Phytometra reducta
Phytometra reducta är en fjärilsart som beskrevs av Barend J. Lempke 1949. Phytometra reducta ingår i släktet Phytometra och familjen nattflyn. Inga underarter finns listade i Catalogue of Life.